# Imbemba
Die Imbemba oder Iszenze ist eine afrikanische Axt. Afrikanische Äxte wurden in verschiedenen Ländern und von verschiedenen Ethnien Afrikas als Kriegs-, Jagd-, Kultur- und Standeswaffe entwickelt und genutzt. Die jeweilige Bezeichnung der Waffe bezieht sich auf eine Ausprägung dieses Waffentyps, die einer bestimmten Ethnie zugeordnet wird.

## Beschreibung
Die Imbemba hat eine schmale, einschneidige, V-förmige Klinge. Sie hat eine verhältnismäßig schmale Angel und ist mit dieser im Schaft befestigt. Die Klinge ist zum Schaftende hin kürzer als die Spitze, die zum Klingenkopf hinweist. Die Spitze, die zum Klingenkopf weist, ist länger, spitz und ragt über den Klingenkopf heraus. Dadurch ist die Axt auch zum Stich geeignet. Der Schaft besteht aus Holz und ist keulenförmig  und im Gesamten poliert. Die Imbemba wird von den Ethnien der Zulu und Kongo benutzt.